# Qingfeng (socken i Kina, Heilongjiang)
Qingfeng (kinesiska: 庆丰, 庆丰乡) är en socken i Kina. Den ligger i provinsen Heilongjiang, i den nordöstra delen av landet, omkring 420 kilometer öster om provinshuvudstaden Harbin. Antalet invånare är 4 713. Befolkningen består av 2 363 kvinnor och 2 350 män. Barn under 15 år utgör 7,0 %, vuxna 15-64 år 78 %, och äldre över 65 år 14,0 %.
Genomsnittlig årsnederbörd är 855 millimeter. Den regnigaste månaden är juli, med i genomsnitt 188 mm nederbörd, och den torraste är januari, med 6 mm nederbörd.